# Auzat
Auzat är en kommun i departementet Ariège i regionen Occitanien i södra Frankrike. Kommunen ligger  i kantonen Vicdessos som ligger i arrondissementet Foix. År 2022 hade Auzat 562 invånare.

## Befolkningsutveckling
Antalet invånare i kommunen Auzat
Referens: INSEE